# Danial Esmaeilifar
Danial Esmaeilifar (persisch دانيال اسماعيلی فر; * 26. Februar 1993 in Sāri) ist ein iranischer Fußballspieler.

## Karriere

### Klub
Er startete seine Karriere beim Padideh Sari FC. Zur Saison 2012/13 wechselte er dann zu Payam Sanat Amol FC, wo er nochmal zwei Spielzeiten aktiv war. Mit seinem Wechsel zu Zob Ahan spielte er nun auch erstmals in der ersten Liga des Irans. Diese verliehen ihn von Dezember 2017 bis zum Ende der Spielzeit 2018/19 dann weiter zu Tractor Sazi. Nach seiner Rückkehr zu Zob Ahan verblieb er noch ein weiteres Jahr bei dem Klub und wechselte danach weiter zum Sepahan FC. Seit der Spielzeit 2022/23 steht er im Kader vom FC Persepolis.

### Nationalmannschaft
Sein Länderspieldebüt für die A-Nationalmannschaft gab er bei einem 2:0-Sieg über den Libanon während der Qualifikation für die Fußball-Weltmeisterschaft 2022 am 29. März 2022, wo er zur 88. Minute für Sadegh Moharrami eingewechselt wurde.